# Neomaso
Neomaso es un género de arañas araneomorfas de la familia Linyphiidae. Se encuentra en Sudamérica e Islas antárticas y subantárticas.

## Lista de especies
Según The World Spider Catalog 12.0:
- Neomaso abnormis Millidge, 1991
- Neomaso aequabilis Millidge, 1991
- Neomaso angusticeps Millidge, 1985
- Neomaso antarcticus (Hickman, 1939)
- Neomaso articeps Millidge, 1991
- Neomaso arundicola Millidge, 1991
- Neomaso bilobatus (Tullgren, 1901)
- Neomaso claggi Forster, 1970
- Neomaso damocles Miller, 2007
- Neomaso fagicola Millidge, 1985
- Neomaso fluminensis Millidge, 1991
- Neomaso insperatus Millidge, 1991
- Neomaso insulanus Millidge, 1991
- Neomaso minimus Millidge, 1985
- Neomaso parvus Millidge, 1985
- Neomaso patagonicus (Tullgren, 1901)
- Neomaso peltatus Millidge, 1985
- Neomaso pollicatus (Tullgren, 1901)
- Neomaso scutatus Millidge, 1985
- Neomaso setiger Millidge, 1991
- Neomaso vicinus Millidge, 1991